# Damaz I.
Damaz I. (Rim, oko 305. – Rim, 11. prosinca 384.) bio je papa od od 1. listopada 366. do 11. prosinca 384. godine.

## Životopis
Rodio se oko 305. godine u Rimu. Otac mu je bio bilježnik koji je poslije ženine smrti zaređen za svećenika. U mladosti je je primljen u klerički stalež. Kada je car Konstancije II. protjerao papu Liberija iz Rima u Traciju, Damaz odlazi s njim u dragovoljno progonstvo. Nakon Liberijeve smrti, 366. godine, Damaz je izabran za rimskog biskupa. Istovremeno se rimski đakon Ursin, od dva đakona i određenog dijela naroda, da izabrati za papu. Nakon toga su u gradu zavladale međusobne borbe koje su završile Ursinovim progonstvom iz Rima. Ursinove su pristaše natjerali nekog obraćenika na kršćanstvo, koji je opet otpao od kršćanstva, da tuži papu za nekakav veliki zločin. Iako ga je sam car proglasio nevinim. Papa je pozvao 40 biskupa u Rim kako bi sami ispitali njegov slučaj.
Sazvao je sabor od 93 biskupa, u kojem je osuđeno arijanstvo. Za vrijeme svojega pontifikata uništio je posljednje ostatke višeboštva u gradu; dao je uništiti brojne kipove rimskih bogova, koji su još stajali u amfiteatrima i na javnim mjestima, te je izbacio iz senatskoga dvora oltar božice Viktorije. Naredio je da se kod moljenja psalama na kraju svakoga psalma molim: Slava Ocu i Sinu i Duhu Svetomu. Prijateljevao je sa svetim Jeronimom kojeg je poticao na rad na latinskom prijevodu Svetoga Pisma. Bavio se i pjesništvom; ostalo je zapisano 40-ak njegovim pjesama.
Umro je 384. godine.

### Knjige
- Iveković, Francisko. 1908. Životi svetaca i svetica Božjih: Listopad, studeni, prosinac. Dijel 4. 2. izdanje. Hrvatsko katoličko tiskovno društvo. Zagreb.

## Vanjske poveznice
Ostali projekti
|  | Zajednički poslužitelj ima još gradiva o temi Damaz I. |